# Lili Massaferro
Lidia Ángela Lili Massaferro (Buenos Aires, 23 de noviembre de 1926 - Buenos Aires, 26 de abril de 2001) fue una actriz y militante peronista.

## Biografía
A mediados de los años cuarenta cursó estudios de Filosofía y Letras. Se casó muy joven para liberarse de su padre. Sin embargo, durante casi 50 años vivió en su segunda casa paterna, en calle Conesa 400. Tuvo cuatro hijos, dos con Manuel Belloni ―Manuel Manolo y Liliana― y dos con Marcelo Laferrere (hijo del dramaturgo y político Gregorio de Laferrère).
Trabajó en relaciones públicas, como responsable de conseguir anunciantes, para la revista Gente.
Con el seudónimo Lili Gacel fue protagonista de avisos publicitarios de cigarrillos Arizona, y actuó en varias de películas a fines de los años cincuenta (como La casa del ángel, basada en una novela de Beatriz Guido, quien era una de sus conocidas de entonces). Llegó a aborrecer esa experiencia del mundo del espectáculo.
Formaba un trío de amigas inseparables con Julia Constenla y con Pirí Lugones (la nieta del poeta y la hija del torturador, como a ella misma ―cínica pero con precisión― le encantaba presentarse) que sería asesinada en 1978.

### Vida sentimental
En su círculo de amistades masculinas y «pretendientes» estuvieron
Bobby Aizemberg,
Héctor Álvarez Murena,
Fernando Birri,
Adolfo Bioy Casares,
Jorge Luis Borges,
Miguel Brascó,
Carlos Burone,
Leopoldo Torre Nilsson y
Oski, entre otros.
A fines de los años sesenta, su hijo Manuel Manolito Belloni empezó a militar en las FAP (Fuerzas Armadas Peronistas): Pipo Lernoud recuerda aquel momento por la gran una discusión que tuvo con Manolo cuando se iba a ir a Europa, en el 69, quien le dijo: “igual no me vas a ver más porque voy a entrar en la clandestinidad”, a lo que Lernoud le contestó: “vos estás loco, no sabés a quién vas a matar, por quién vas a morir".
El 8 de marzo de 1971, la policía de Tigre (provincia de Buenos Aires) fusiló a Manuel y a Diego Frondizi. 

## «Libertad a los combatientes»
Habiendo sido secuestrada y presa, recuperó la libertad gracias a la amnistía presidencial de Héctor José Cámpora. Para festejar ―tal como estaba vestida, con su uniforme de presa y sus abogados Rodolfo Ortega Peña y Eduardo Luis Duhalde―, se fue a comer un puchero al restaurante El Tropezón.
Ese mismo año (1973) fue organizadora de la Agrupación Evita de la rama femenina del peronismo.
En 1974 fue invitada por el general Omar Torrijos a conocer Panamá y el proceso revolucionario panameño.

Somos los últimos en pretender juzgar a Lili Massaferro, pero conocemos compañeras de militancia suyas que no se sentían muy cómodas cuando una «señora de su casa» recién llegada a la política que ―ante cualquier decisión o conclusión que no eran de su agrado― les tiraba el cadáver de su hijo.
«Piscitelli»

Desde 1972 estuvo en pareja con el periodista y militante Francisco Paco Urondo.
Urondo fue destinado a Mendoza, donde fue asesinado.

## Exilio

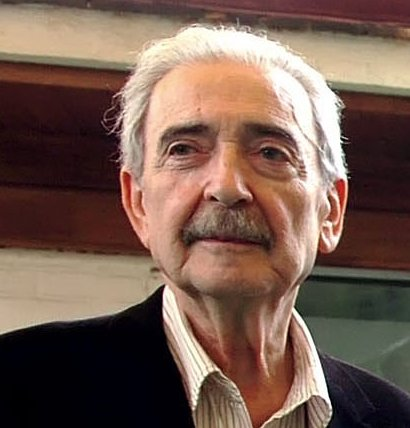
El poeta y periodista Juan Gelman (1930-2014).

Después de que apareciera la organización paramilitar Triple A en 1975, fue alertada ese mismo año por Guillermo Julio Vailati, abogado peronista, decano de la Facultad de Derecho de Buenos Aires y amigo de su segundo marido Marcelo de Laferrere que su vida corría peligro. Massaferro viajó entonces a Roma ―ya en pareja con Juan Gelman― y se puso a trabajar con la argentina Delia Ana Fanego en un comité de denuncia para revelar en los diarios romanos el accionar de la Triple A y la represión en la Argentina.

## En la última dictadura
Cuando comenzó el llamado Proceso de Reorganización Nacional (24 de marzo de 1976) Lili siguió en el extranjero la lucha contra la sangrienta dictadura de Videla desde su cargo de vocal de la rama femenina del MPM (Movimiento Peronista Montonero).
En 1977 participó en la publicación del libro Argentina: Proceso al Genocidio, junto con Eduardo Luis Duhalde, Rodolfo Mattarollo y Gustavo Roca.
Recorrió Europa de arriba hacia abajo, una y otra vez: Ámsterdam, Estocolmo, Ginebra, Londres, Madrid, París, Roma, supieron de su presencia incansable: alertó Gobiernos, discutió con diplomáticos, peleó por salvar vidas, efectuó y acompañó denuncias sobre millares de desaparecidos, dio cobijo y amparó a los organismos de familiares (que hacían sus primeras salidas de la Argentina).
A fines de los años ochenta, para mantenerse, se dedicaba a vender bijouterías en la calle Goya de Madrid.

## De regreso
A finales de 1980, vio otra vez a sus hijos, que viajaron a España. Lili Massaferro volvió a Argentina en 1989. Se reconcilió con su segundo esposo Marcelo Laferrère.
Se fueron a vivir al campo, en Cañuelas, (provincia de Buenos Aires) ―a 50 km del centro de Buenos Aires―, donde recibía a sus nietos y cuidaba animales y plantas.
Fue una de las entrevistadas en el documental de David Coco Blaustein Montoneros. Cazadores de utopías.

## Enfermedad y muerte
Durante muchos años sufrió de una hepatitis mal curada (que devino en cirrosis), y de una tromboflebitis eterna que la tuvo internada al final de su vida, con diagnóstico terminal varias veces. Era atendida por el médico Juan Pablo Argumedo ―hijo de la política rosarina Alcira Argumedo―, un joven que tenía la misma edad que su hijo Manolo al ser asesinado, quien la trajo de la muerte varias veces.
Lili Massaferro falleció el 26 de abril de 2001, a los 74 años de edad, en la ciudad de Buenos Aires.

## Familia
Su nieta Victoria Onetto (1971-) se convirtió en una actriz en Argentina:

Lili fue mi abuela, yo soy la hija de Manolo, su hijo asesinado. Mi recuerdo de ella es inmenso, una mujer apasionada y valiente. Mi hija Eva tiene mucho de ella, en sus ojos sigue viva, y vive también en nuestro recuerdo. ¡Lili presente!
Victoria Onetto, actriz, nieta de Lili Massaferro; comentario del 16 de julio de 2012 en el sitio web Filosofitis

Lili Massaferro, mi madre, no fue una heroína: fue una mujer valiente, que como tantas otras creyeron en la posibilidad de cambiar esta sociedad tan poco equitativa. A una edad en que pudo haber buscado la tranquilidad de un hogar hermoso, decidió luchar. Además fue para mí de una importancia sin igual, que en el exilio fuera una militante y se consagrara a denunciar el horror que vivía el país a través de su pertenencia a la CADHU (Comisión Argentina de Derechos Humanos), junto con otros de igual valor. El libro es sencillamente sincero y honesto, una historia de vida contada por una escritora novel. A pesar de mis diferencias, puedo decir que me siento orgullosa de mi madre, porque se animó a vivir.
Liliana Belloni, hija de Lili Massaferro; comentario del 18 de agosto de 2009 en Filosofitis

## Filmografía[13]
- 1956: Más allá del olvido, como Herminia, la mucama
- 1957: La casa del ángel, como Julieta
- 1958: Rosaura a las diez, como Elsa[6]
- 1959: Reportaje en el infierno
- 1968: Ufa con el sexo (inédita).